# Llau de les Ribes
La llau de les Ribes és una llau afluent del riu de Serradell que discorre íntegrament pel terme de Conca de Dalt, al Pallars Jussà, dins del seu antic terme de Toralla i Serradell, a l'àmbit del poble de Serradell.
Es forma al sud-est de la partida de Boïgues, recorre de nord a sud de forma paral·lela al Serrat de Santa Eulàlia, que queda al costat de ponent, i passa a prop de les Roques del Seix, que són a llevant. Ja al tram final passa entre la Borda del Seix, a llevant, i la Borda de Santa Maria, a ponent. En aquest darrer tros va deixant a l'esquerra tot de partides rurals: lo Seix, Lo Palaut, Llinars, la Plantada, Bramapà, etc. Travessa el Tros de Santa Maria i, ja en els darrers metres, deixa lo Vedat a ponent i la Rourera a llevant, i s'aboca en el riu de Serradell.